# باري فينمان
باري فينمان (بالهولندية: Barry Veneman)‏ هو متسابق دراجات نارية هولندي. نافس في سباقات بطولة العالم لفئة 500 سي سي.

## روابط خارجية
- باري فينمان على موقع MotoGP.com (الإنجليزية)
- باري فينمان على موقع WorldSBK.com (الإنجليزية)